# 伊安·馬康納奇
伊安·馬康納奇（Ian Maconachie，1905年—？），是一名愛爾蘭男子羽球運動員。 
伊安·馬康納奇的身高為6英尺4英寸（1.93），是傳統的愛爾蘭人的身高，曾多次參加愛爾蘭羽球代表隊。他參加過許多次全英羽球錦標賽，其中最好的成績是1937年與塞爾瑪·金斯伯里一起贏得混合雙打冠軍。另外，他還在全英得過2次混合雙打亞軍（1934年、1936年）及1次男子雙打亞軍（1938年）。